# 金焰灯笼鱼
金焰灯笼鱼（学名：Myctophum aurolaternatum）为輻鰭魚綱燈籠魚目灯笼鱼科灯笼鱼属的鱼类。分布于太平洋热带、东至巴拿马、西到南海以及中沙及西沙群岛海域等，屬深海魚類，體長可達11公分。

## 扩展阅读
維基物種上的相關：金焰灯笼鱼